# Мора (филм)
„Мора” је југословенски филм из 1971. године који је режирао Лордан Зафрановић.

## Улоге
| Глумац          | Улога |
| --------------- | ----- |
| Божидар Јеленић |       |
| Хермина Пипинић |       |